# Ором
Оро́м (серб. Ором) — село в Сербії, належить до общини Каніжа Північно-Банатського округу автономного краю Воєводина.

## Населення
Населення села становить 1 561 особа (2002, перепис), з них:
- угорці — 94,2%
- серби — 2,2%,

живуть також хорвати, югослави, бунєвці та македонці.